# 西布蘭森 (密蘇里州)
西布蘭森（英語：Branson West）是位於美國密蘇里州斯通縣的城市。

## 人口
根據2020年美國人口普查的數據，西布蘭森的面積為12.22平方千米，皆為陸地。當地共有人口484人，而人口密度為每平方千米40人。